# نيستور مارتينيز
نيستور مارتينيز (بالإسبانية: Néstor Martínez)‏ (13 مارس 1981 في غواتيمالا - ) هو لاعب كرة قدم غواتيمالي في مركز الدفاع. شارك مع منتخب غواتيمالا لكرة القدم. أما مع النوادي، فقد لعب مع نادي كوميونيكيشنس وDeportivo Marquense ‏ وDeportivo Petapa ‏.

## وصلات خارجية
- نيستور مارتينيز على موقع الاتحاد الدولي (مؤرشف)  (الإنجليزية)
- نيستور مارتينيز على موقع قاعدة بيانات كرة القدم.إي يو (الإنجليزية)
- نيستور مارتينيز على موقع ناشيونال فوتبول تيمز (الإنجليزية)
- نيستور مارتينيز على موقع Soccerway.com (الإنجليزية)